# Тыл, Йозеф Каэтан
Йозеф (Йосеф) Каэтан Тыл (чеш. Josef Kajetán Tyl; 4 февраля 1808, Кутна-Гора — 11 июля 1856, Пльзень) — чешский драматург и поэт, автор текста к национальному гимну Чехии.

## Жизнь и творчество
Й. К. Тыл уже в гимназические годы увлёкся драматургией и театром, перечитывал произведения первого чешского драматурга Вацлава Климента Клицперы. Его родной город, Кутна Гора, в то время второй по величине в Чехии, являлся одним из очагов зарождавшегося Чешского национального возрождения. Организаторскую и драматическую деятельность по созданию чешского национального театра Й. К. Тыл рассматривал как цель своей жизни. Уже к началу своего университетского обучения (на отделении философии) Тыл был членом странствующей театральной труппы. Наиболее удачным творчески для молодого писателя был период между 1845 и 1850 годами. В это время были созданы его пьесы на темы из повседневной жизни (например, «Дочь поджигателя» (1847)), драматическая сказка «Волынщик из Страконице» (1847), исторические драмы «Горняки из Кутна Гора» (1848), «Ян Гус» (1848), «Драгомира и её сыновья» (1849). С этими произведениями, как считается, была основана чешская драма. Эти пьесы и в настоящее время входят в репертуар чешских театров.
Й. К. Тыл активно участвовал также и в политической жизни Чехии. В 1848 году он, как депутат от округа Унгошт, принимал участие в заседании рейхстага в Кремсе, давшего Конституцию его стране. В 1851 году труппа при пражском городском театре была распущена, и Тыл снова, как и в молодые годы, путешествовал по Чехии в составе передвижного театра. Во время пребывания театра в Пльзене в 1856 году тяжело больной Й. К. Тыл скончался.
В настоящее время его именем названы театры в Пльзене и Кутна-Горе и гимназия в Градец-Кралове.

## Сочинения

### Пьесы
- Výhoň dub -
- Фидловачка, или Не бранись и не сердись ( Fidlovačka aneb Žádný hněv a žádná rvačka (1834) - музыкальная пьеса с песнями, одна из которых стала гимном Чехии Kde domov muj
- Čestmír
- Slepý mládenec
- Paní Marjánka, matka pluku

### Пьесы из жизни простых людей
- Пражский кутила, или Что ему все же помогло (Pražský flamendr)
- Пражская служанка и деревенский подмастерье, или Дочь поджигателя
- Paličova dcera (1847)
- Chudý kejklíř

### Драматические пьесы
- Волынщик из Стракониц (Strakonický dudák aneb Hody divých žen - пер. на русский 1953г. группой переводчиков, в состав которой входила Т.Г.Габбе )
- Лесная дева, или Путешествие в Америку (Lesní panna aneb cesta do Ameriky)
- Упрямая женщина, или Влюбленный помощник учителя (Tvrdohlavá žena aneb zamilovaný školní mládenec )
- Видение Иржика (Jiříkovo vidění)
- Čert na zemi

### Исторические пьесы
- Кровавый суд, или Кутногорские рудокопы ( Krvavý soud aneb kutnohorští havíři)
- Jan Hus
- Žižka z Trocnova
- Staré město a Malá strana
- Крещение кровью или Драгомира и её сыновья (Krvavé křtiny, aneb Drahomíra a její synové - о невестке святой Людмилы и матери святого Вацлава)
- Měšťané a študenti

### Проза
- Dekret Kutnohorský (рассказ)
- Rozina Ruthartová (рассказ)
- Poslední Čech — (роман)

### Малые произведения
- České garanáty (сатира)
- Pomněnky z roztěže (сатира)
- Kusy mého srdce (автобиография)
- S poctivostí nejdál dojdeš (очерк)
- Zloděj (очерк)
- Karbaník a jeho milá (очерк)
- Braniboři v Čechách (очерк)
- Rozervanec (очерк)